# Laurent Fressinet
Laurent Fressinet (Dax, 30 de noviembre de 1981) es un jugador de ajedrez francés, Gran Maestro Internacional. Ha ganado el Campeonato de Francia de ajedrez en dos ocasiones, 2010 y 2014. En 2012 finalizó segundo en el Campeonato Europeo Individual de ajedrez celebrado en Plovdiv.

## Biografía
Forma parte de la generación de jugadores que catapultaron a Francia a la cuarta posición en el ranking mundial de ajedrez por países en 2006. Ha sido el tercer jugador francés de la historia en formar parte del grupo de los llamados «super grandes maestros», al superar la barrera de los 2700 puntos Elo. En la lista Elo de la FIDE de septiembre de 2015, llegaba a los 2702 puntos, lo que le convertía en el jugador número 2 (en activo) de Francia, y el 44 mejor jugador del ranking mundial. Su máximo fue de 2718 puntos y los alcanzó en la lista de septiembre de 2010 (posición 28 en el ranking mundial).
En 2005 formó parte del equipo francés que quedó en el tercer puesto del Campeonato de Europa de ajedrez por equipos, detrás de los Países Bajos e Israel, y que venció en el enfrentamiento individual al siempre potente equipo ruso, por vez primera en la historia del ajedrez francés. Ha sido dos veces finalista en el 'European Rapid and Blitz Chess Championships' en 2006 y 2007 y en el campeonato francés de la misma modalidad de ajedrez rápido en 2009 y 2011, ganó en Villandry y fue finalista en Ajaccio en 2012. En 2013 terminó sexto en el Memorial Alekhine con +1−1=7. Fue segundo asistente de Magnus Carlsen en el Campeonato Mundial de Ajedrez 2014 durante el enfrentamiento entre Carlsen y Viswanathan Anand. Está casado con la Gran Maestro Femenino, Almira Skripchenko.